# الوحدة الهندوسية الإسلامية

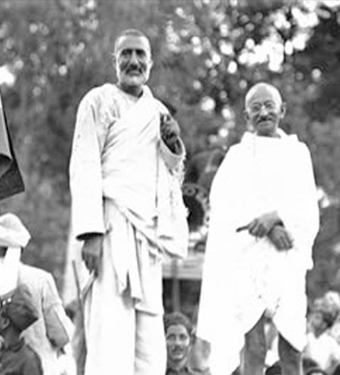
خان عبد الغفار خان ومهاتما غاندي في المؤتمر الوطني الهندي المعارض بشدة لتقسيم الهند

الوحدة الهندوسية الإسلامية هي مفهوم ديني-سياسي في شبه القارة الهندية يشدد على أن أعضاء أكبر مجموعتين دينيتين في الهند هم (الهندوس والمسلمين) الذين يعملون معًا من أجل الصالح العام. وقد دافع عن هذا المفهوم مختلف ملوك الهند أبرزهم جلال الدين أكبر وقادة حركة الاستقلال الهندية مثل المهاتما غاندي وعبد الغفار خان، وكذلك من قبل الأحزاب والحركات السياسية مثل المؤتمر الوطني الهندي وحركة خدي خدمتجار ومؤتمر مسلمي آزاد لعموم الهند.

## تاريخ
في سلطنة مغول الهند، طالب الإمبراطور جلال الدين أكبر بالوحدة بين الهندوس والمسلمين، لذلك عين الهندوس والمسلمين كمسؤولين في بلاطه. كما شارك وشجّع مهرجانات هندوسية وإسلامية، من بينها إنشائه لمهرجان التناغم المجتمعي في مدينة دلهي مهرجان موكب باعة الزهور.
خلال حرب الاستقلال الهندية الأولى في عام 1857، حشد الهندوس والمسلمون في الهند لمحاربة البريطانيين. وصرح مانموهان سينغ عام 2007 أن هذه الأحداث «كانت بمثابة شهادة عظيمة على تقاليد الوحدة الهندوسية الإسلامية التي كانت بمثابة مثال للأجيال القادمة».
يعتبر ميثاق لكناو لعام 1916 خطوة مهمة إلى الأمام في تحقيق الوحدة الهندوسية الإسلامية في عصر حركة الاستقلال الهندية. دافع محمد علي جناح عن الوحدة الهندوسية الإسلامية في السنوات الأولى من حياته السياسية. فيما صرح جوبال كريشنا جوكالي أن السيد جناح «في مأمن من أي تحامل طائفي وهو ما من شأنه أن يجعله أفضل سفير للوحدة الهندوسية الإسلامية».
كما أنظم علماء مدرسة الفكر المسلمين في ديوبند، أمثال قاري محمد طيب وكفاية الله الدهلوي عن الوحدة الهندوسية المسلمة ودعوا إلى الهند الموحدة.

## التهديدات
في حرب الاستقلال الهندية الأولى المعروفة أيضًا باسم التمرد الهندي عام 1857، توحد الهندوس والمسلمون في الهند لمحاربة البريطانيين. قلق البريطانيون من هذا الارتفاع في القومية الهندية وحاولوا خلق فتنة طائفية بين الهندوس والمسلمين لقمع اتحادهم ومحاولاتهم الإطاحة بنظام التاج. على سبيل المثال، أخبر ثيودور بيك مدير كلية محمدان الأنجلو شرقية السيد أحمد خان أنه لا ينبغي للمسلمين أن يتعاطفوا مع أهداف المؤتمر الوطني الهندي وأن «الوحدة الأنجلو-إسلامية ممكنة، لكن هذه الوحدة بين المسلمين والهندوس مستحيلة».
ادّعى العالم الإسلامي حسين أحمد المدني مؤلف كتاب القومية المركبة والإسلام ومؤيد الهند المتحدة، أن البريطانيين سعوا إلى «تخويف المسلمين للاعتقاد بأن في الهند الحرة، سيفقد المسلمون هويتهم المميزة ويتم استيعابهم في الحظيرة الهندوسية، وهو حسبه» تهديد«يهدف إلى عدم تسييس المسلمين وإبعادهم عن النضال من أجل الاستقلال». في نظر مدني، أدّى دعم نظرية الدولتين إلى تأصيل الإمبريالية البريطانية.